# Benoît Masson
 (octobre 2012).
Si vous disposez d'ouvrages ou d'articles de référence ou si vous connaissez des sites web de qualité traitant du thème abordé ici, merci de compléter l'article en donnant les références utiles à sa vérifiabilité et en les liant à la section « Notes et références ».
Pour les articles homonymes, voir Masson.
Benoît Masson, né le 13 février 1967, est un rameur d'aviron français évoluant dans les années 1990.

## Biographie
Aux Championnats du monde d'aviron, il obtient la médaille d'argent en quatre sans barreur léger en 1990, la médaille d'argent en huit léger en 1991 et la médaille de bronze en quatre sans barreur léger en 1992. Il est également quatre fois champion de France.[réf. nécessaire]
Il est ensuite entraîneur et il ne fait plus d'aviron à cause de problèmes de dos. On compte environ vingt coupes, dix-sept médailles et onze plaques à son nom dans son palmarès. Benoît Masson vit aujourd'hui entouré de ses trois filles et sa femme.[réf. nécessaire]